# Eydon
Eydon är en ort och civil parish i Storbritannien.   Den ligger i grevskapet Northamptonshire i riksdelen England, i den södra delen av landet, 100 km nordväst om huvudstaden London. Eydon ligger 165 meter över havet och antalet invånare är 422.
Terrängen runt Eydon är huvudsakligen platt. Eydon ligger uppe på en höjd. Runt Eydon är det ganska tätbefolkat, med 129 invånare per kvadratkilometer. Närmaste större samhälle är Banbury, 13,2 km sydväst om Eydon. Trakten runt Eydon består till största delen av jordbruksmark.